# المحرق (بني سعد)

تعديل مصدري - تعديل

المحرق هي إحدى قرى عزلة بني سباء بمديرية بني سعد التابعة لمحافظة المحويت، بلغ تعداد سكانها 89 نسمة حسب تعداد اليمن لعام 2004.